# Иван Чолаков (Долен)
Иван Ангелов Чолаков е български общественик и революционер, деец на Вътрешната македоно-одринска революционна организация.

## Биография
Иван Чолаков е роден през 1880 година в неврокопското село Долен, тогава в Османската империя, в семейството на революционера Ангел Тодоров – Чолака. Присъединява се към ВМОРО и участва в Илинденско-Преображенското въстание от 1903 година. През Балканските войни е доброволец в Македоно-одринското опълчение в 1912 година, Трета солунска дружина. Участва в сраженията при Мармара, Шаркьой, Одрин, Емирица и Пониква.
След войните се установява в Кнежа, където е активен деец на Съюза на македоно-одринските опълченски дружества в България.